# Vilson Goinski
Vilson Rogério Goinski (* 9. Januar 1970 in Curitiba) ist ein brasilianischer Rechtsanwalt und Kommunalpolitiker des PMDB.
Er war ab 1. Januar 2005 Präfekt der Stadt Almirante Tamandaré. 2008 wurde er im Amt bestätigt. Seine Amtszeit endete am 31. Dezember 2012.
| Personendaten    | Personendaten                                      |
| ---------------- | -------------------------------------------------- |
| NAME             | Goinski, Vilson                                    |
| ALTERNATIVNAMEN  | Goinski, Vilson Rogério                            |
| KURZBESCHREIBUNG | brasilianischer Rechtsanwalt und Kommunalpolitiker |
| GEBURTSDATUM     | 9. Januar 1970                                     |
| GEBURTSORT       | Curitiba                                           |